# Конституционный суд Северной Македонии
Конституцио́нный су́д Се́верной Македо́нии (макед. Уставен суд на Република Северна Македонија) — специализированный судебный орган, который защищает конституционность и законность в Северной Македонии.
В его состав входят девять судей, избираемых Собранием Северной Македонии большинством голосов от общего числа депутатов. Мандат судей составляет девять лет без права переизбрания. Судьи Конституционного суда избираются исключительно из числа известных юристов. Председатель суда избирается судьями из своего состава сроком на три года без права переизбрания.

## История
Конституционный суд, учреждён Конституцией СФРЮ в 1963 году и начал работать с 15 февраля 1964 года как конституционный суд Социалистической Республики Македонии в составе социалистической Югославии.
После выхода Республики Македонии из состава Югославии Конституционный суд стал уже судом независимого государства — Северной Македония.

### Председатели суда
- Перо Коробар 1963—1974
- Асен Групче 1974—1979
- Гога Николовски 1979—1984
- Владимир Митков 1984—1986
- Димче Козаров 1986—1987
- Фиданчо Стоев 1987—1989
- Йордан Арсов 1989—1994
- Йован Проевски 1994—1997
- Милан Недков 1997—2000
- Тодор Цунов 2000—2003
- Лилиана Ингилизова-Ристова 2003—2006
- Трендафил Ивановски 2007—2010
- Бранко Наумовски с 2010

## Полномочия
Конституционный суд имеет следующие полномочия:
- принимает решения о соответствии законов Конституции;
- принимает решения о соответствии других нормативных актов и коллективных договоров Конституции и законам;
- осуществляет защиту прав и свобод человека и гражданина, касающихся свободы убеждений, совести, слова и публичного выражения идей, политической деятельности, а также запрещение дискриминации граждан по признакам пола, расы, религии, национальности, социальной и политической принадлежности;
- решает споры о компетенции между органами законодательной, исполнительной и судебной власти;
- решает споры о компетенции между центральными органами республики и органами местного самоуправления;
- принимает решение по ответственности Президента Республики;
- принимает решение о конституционности программ и уставов политических партий и объединений граждан.